# سازند زردکوه
سازند زردکوه از سازندهای زمین‌شناسی ایران در زاگرس با سن اردویسین است. این سازند فقط در امتداد زردکوه رخنمون دارد و شامل شیل‌ها و ماسه‌سنگ‌های دانه‌ریز است. عضو زیرین سازند زردکوه شامل حدود ۹۰ متر شیل و ماسه‌سنگ است که شاخصه آن داشتن تریلوبیت است. عضو بالایی این سازند نیز با حدود ۲۴۷ متر ضخامت از شیل و ماسه‌سنگ تشکیل شده که در بخش میانی آن یک لایه کنگلومرایی وجود دارد و شاخصه بارز آن داشتن گراپتولیت است.